# باشگاه فوتبال سانتیاگو واندررس
باشگاه فوتبال سانتیاگو واندررس (انگلیسی: Santiago Wanderers) یک باشگاه فوتبال در شهر والپارایسو، شیلی است.
این باشگاه که در سال ۱۸۹۲ تأسیس شده سابقه ۳ قهرمانی در لیگ برتر فوتبال شیلی و ۳ قهرمانی در جام حذفی فوتبال شیلی را در کارنامه دارد.

## تاریخچه
سانتیاگو واندررس در اواخر قرن نوزدهم و در زمانی که فوتبال به تازگی به آمریکای جنوبی معرفی شده بود، تأسیس شد. در آغاز، این باشگاه توسط مهاجران انگلیسی که در والپارایسو زندگی می‌کردند، پایه‌گذاری شد و به تدریج به یکی از نمادهای ورزشی شهر و کشور تبدیل شد. نام «سانتیاگو» در عنوان باشگاه به اشتباه تاریخی بازمی‌گردد، چرا که باشگاه از ابتدا در والپارایسو قرار داشت و هیچ ارتباطی با شهر سانتیاگو نداشت.

## دستاوردها و افتخارات
سانتیاگو واندررس در طول تاریخ خود موفقیت‌های قابل توجهی در فوتبال شیلی کسب کرده است. این باشگاه تاکنون چندین بار قهرمان لیگ برتر شیلی شده و در مسابقات جام حذفی نیز به موفقیت‌های متعددی دست یافته است. افتخارات این باشگاه شامل قهرمانی در لیگ برتر شیلی در سال‌های ۱۹۵۸، ۱۹۶۸ و ۲۰۰۱ و قهرمانی در جام حذفی شیلی در سال‌های ۱۹۵۹، ۱۹۶۱ و ۲۰۱۷ می‌باشد.

## ورزشگاه
سانتیاگو واندررس بازی‌های خانگی خود را در ورزشگاه «استادیو الیاس فیگوئرا براندِر» (Estadio Elías Figueroa Brander) برگزار می‌کند. این استادیوم که در شهر والپارایسو قرار دارد، ظرفیت حدود ۲۰٬۰۰۰ نفر را داراست و به عنوان یکی از ورزشگاه‍های مطرح در شیلی شناخته می‌شود. ورزشگاه الیاس فیگوئروآ براندر به افتخار یکی از بزرگ‌ترین بازیکنان تاریخ فوتبال شیلی، الیاس فیگوئرا، نام‌گذاری شده است.

## هواداران
سانتیاگو واندررس یکی از پایگاه‌های هواداری بزرگ و پرشور در فوتبال شیلی دارد. هواداران این باشگاه که به «واندرینوز» (Wanderinos) معروف هستند، با شور و شوق خاصی از تیم خود حمایت می‌کنند و به عنوان یکی از وفادارترین و پرانرژی‌ترین هواداران فوتبال در شیلی شناخته می‌شوند. مسابقات خانگی سانتیاگو واندررس همواره با حضور گسترده و پرشور هواداران همراه است که این امر به تیم انگیزه و انرژی مضاعفی می‌بخشد.

## رقابت‌ها
سانتیاگو واندررس رقبای سنتی و محلی متعددی دارد. یکی از بزرگ‌ترین رقبای این باشگاه، باشگاه «اوریونتال» است که دیدارهای این دو تیم همواره با هیجان و حساسیت خاصی همراه است. همچنین، رقابت با تیم‌های بزرگ دیگری مانند «کولو-کولو» و «یونیورسیداد شیلی» نیز از دیگر مسابقات حساس و مهم برای سانتیاگو واندررس محسوب می‌شود.

## بازیکنان برجسته
در طول تاریخ، سانتیاگو واندررس بازیکنان بزرگی را به دنیای فوتبال معرفی کرده است. از جمله بازیکنان برجسته‌ای که در این باشگاه بازی کرده‌اند می‌توان به کارلوس کاسزلی، انزو اسکوبار و الیاس فیگوئرا اشاره کرد. این بازیکنان نه تنها در سطح ملی بلکه در سطح بین‌المللی نیز موفقیت‌های زیادی کسب کرده‌اند و به افتخارات باشگاه افزوده‌اند.

## فعالیت‌های اجتماعی و فرهنگی
سانتیاگو واندررس علاوه بر موفقیت‌های ورزشی، در زمینه‌های اجتماعی و فرهنگی نیز فعالیت‌های گسترده‌ای دارد. این باشگاه برنامه‌های متعددی برای حمایت از جوانان و توسعه فوتبال در مناطق محروم اجرا می‌کند. همچنین، سانتیاگو واندررس در پروژه‌های مختلفی برای ترویج ورزش و سبک زندگی سالم در جامعه مشارکت دارد.